# إيلي رستم
إيلي رستم (مواليد 2 مايو 1987) هو لاعب كرة سلة لبناني يلعب في نادي هومنتمن بيروت ومنتخب لبنان.

## روابط خارجية
- إيلي رستم على موقع الاتحاد الدولي لكرة السلة (الإنجليزية)
- إيلي رستم على موقع كرة السلة الأوروبية.كوم (الإنجليزية)
- إيلي رستم على موقع ريلجم (الإنجليزية)
- إيلي رستم على موقع سبورتس رفرنس (الإنجليزية)